# Estado Islámico

Sello del Dáesh.

El autodenominado Estado Islámico (EI) (en árabe: الدولة الإسلامية‎, ad-dawla al-islāmīya), conocido anteriormente como Estado Islámico de Irak y el Levante (EIIL) y Estado Islámico de Irak y Siria (EIIS), y popularmente referido como Dáesh, Daish o ISIS (por sus siglas en inglés: the Islamic State of Iraq and Syria), es un grupo terrorista paramilitar insurgente, de naturaleza fundamentalista yihadista wahabita (takfirista) que sigue una doctrina heterodoxa del islam suní integrado por radicales fieles a Abu Bakr al-Baghdadi, que en junio de 2014 autoproclamó su califato desde la ciudad iraquí de Mosul, pidiendo lealtad a todos los musulmanes.
El grupo ha sido designado como una organización terrorista por la Organización de las Naciones Unidas, así como por diversos países en particular. El Dáesh es conocido ampliamente por sus videos de decapitaciones y otros tipos de ejecuciones, tanto de soldados como de civiles y hasta periodistas y miembros de ayuda humanitaria, así como por la destrucción de lugares históricos de herencia cultural. Las Naciones Unidas consideran al Dáesh responsable de abusos contra los derechos humanos y crímenes de guerra. Dáesh también llevó a cabo una limpieza étnica de la población kurda en el noreste de Siria norte de Irak.
El Dáesh se originó como Ŷamaʕat al-Tawhīd wal-Ŷihād en Irak, aliándose con Al Qaeda y participando en la insurgencia iraquí tras la invasión de Irak en 2003. El grupo terrorista se autoproclamó como un califato y se autodenominó como Estado Islámico de Irak y el Levante en junio de 2014. El grupo, al denominarse califato, intentó proclamar su autoridad sobre todo el mundo musulmán en materia religiosa, política y militar.
Algunas fuentes lo llegaron a considerar un protoestado ya que en su época de máxima expansión territorial controló un vasto territorio entre Irak y Siria, contando en su poder con ciudades de gran importancia como Mosul o Al-Raqa hasta octubre de 2017, cuando fuerzas de la Coalición recuperaron gran parte de sus territorios en Siria.
La primera ciudad que llegó a controlar el Dáesh en Irak fue Faluya en enero de 2014. Esta fue finalmente reconquistada por el Ejército iraquí apoyado por Rusia el 17 de junio de 2016, tras varias semanas de ofensiva militar.
Desde la caída de Baguz en marzo de 2019, el grupo terrorista se encuentra inmerso en un proceso de reorganización. Derrotado en Irak y con una presencia mínima en Siria, esta reorganización se ha basado en descentralizar su estructura (anteriormente basada en un control más directo del grupo matriz de Siria e Irak) hacia una estructura con mayor autonomía de sus ramas regionales (conocidas como Wilayah, traducido como provincias). Esto se ha traducido en el aumento de su presencia en territorio africano, adquiriendo mayor importancia su filial Dáesh-WAP en África Occidental y participando de forma importante en conflictos como la Insurgencia islamista en Mozambique.

## Antecedentes
Originalmente conocido como Organización para el Monoteísmo y la Yihad (جماعة التوحيد والجهاد, Ŷamaa'ah al-Tawhīd wa-l-Ŷihād), surgió como una organización terrorista próxima a Al Qaeda para hacer frente a la invasión de Irak (2003), siendo dirigida por Abu Musab al Zarqaui. Tras su muerte en 2006, el nuevo líder, Rashid al-Baghdadi, bajo la tutela de Osama bin Laden, se expandió por las gobernaciones de Ambar, Nínive, Kirkuk y en gran parte de Saladino, así como en menor medida Babilonia, Diala y Bagdad. Durante este tiempo se proclamó como Estado Islámico de Irak, y su cuartel general se encontraba en la ciudad de Baquba.
El Dáesh de Irak fue responsable de la muerte de miles de civiles iraquíes, así como de miembros del Gobierno iraquí y sus aliados internacionales. Debido al apoyo militar de los Estados Unidos al Gobierno de Nuri al Maliki, el grupo sufrió varios reveses, incluida la muerte de Rashid al Baghdadi, pero la organización se renovó durante la guerra civil siria, pasando a ser conocida como Estado Islámico de Irak y el Levante (EIIL; الدولة الاسلامية في العراق والشام, al-Dawla al-Islāmīya fī al-ʕIrāq wa-aš-Šām). El siguiente líder, Bakr al-Baghdadi, cortó los lazos con Al Qaeda y declaró, en 2014, la independencia de su grupo y su soberanía sobre Irak y Siria, autoproclamándose califa con el nombre de Ibrahim; el 26 de octubre de 2019, unidades de la Fuerza Delta del Comando Conjunto de Operaciones Especiales de los EE. UU, junto unidades del 75.º Regimiento de Rangers realizaron una incursión en una provincia de Siria, colindante con Turquía, que concluyó con la muerte de Bakr al-Baghdadi. 
El califato reclama la autoridad religiosa sobre todos los musulmanes, y tiene como objetivo declarado unir todas las regiones habitadas por musulmanes bajo su control, comenzando con Irak y la región del Levante mediterráneo, que cubre aproximadamente los actuales estados de Siria, Jordania, Israel, Palestina, Líbano, Chipre, y parte del sur de Turquía. Otras milicias que controlan parte del territorio en la península egipcia del Sinaí, el este de Libia y Pakistán han jurado lealtad a la organización. El grupo se caracteriza por una interpretación fundamentalista del islam y su violencia brutal contra los no musulmanes y contra los que ellos consideran falsos musulmanes.
En los territorios que domina la organización, impone su interpretación extremista de la sharía dentro del islam suní, llevando a cabo ejecuciones públicas y destruyendo templos y mezquitas, entre ellos la tumba del profeta Jonás. Además, se ordenó la expulsión de todos los cristianos que se nieguen a convertirse al islam, y han realizado decapitaciones masivas en público de cristianos que se niegan a la conversión, incluyendo niños.
Desde entonces el Dáesh ha mostrado muchos vídeos de ejecuciones de prisioneros con distintos métodos. El periodista japonés Kenji Goto fue decapitado. El piloto jordano Muadh al Kasasbeh fue quemado vivo dentro de una jaula. Como represalia, Sajida al Rishawi y Ziad al Karbouli, presos de Al-Qaeda capturados en Jordania, fueron colgados por el gobierno de este país. Todos estos vídeos son subidos y/o distribuidos a través de las redes sociales.
Hacia diciembre de 2014, las tropas del Dáesh estuvieron compuestas por 30 000 combatientes, nativos de noventa países, con un 10 % de ellos europeos, capaces de actuar en acciones individuales, como insurgentes e incluso como infantería ligera; por otro lado, gracias a sus ingresos de unos 2 millones de euros diarios, es el grupo terrorista más rico de la historia, porque tienen una economía muy dinámica: comercian con petróleo, trafican órganos, recogen impuestos, realizan exacciones, explotan la industria del secuestro, roban y trafican con antigüedades; pero también pagan sueldos a los mercenarios que reclutan y estudian.

## Nombre
El grupo ha cambiado de nombre en múltiples ocasiones desde su formación. La organización emergió en 2004 con el nombre de "Yama'at al-Tawhid wal-Yihad ("Comunidad del Monoteísmo y la Yihad") pero lo cambió en octubre de 2004 por "Tanzim Qa'idat al-Yihad fi Bilad al-Rafidayn" ("Organización de la Base de la Yihad en el País de los Dos Ríos, TQJBR") conocida coloquialmente como "al-Qaeda en Irak".
En enero de 2006, el grupo se unió con otros grupos independientes y se llamó "Consejo de la Shura de los Muyahidines", y en octubre de ese año cambió su nombre a "Dawlat al-'Iraq al-Islamiyya", "Estado Islámico de Irak". En abril de 2013, el grupo pasó a autodenominarse el "Estado Islámico de Irak y el Levante" para reflejar su involucración en la guerra civil siria.
Los gobiernos occidentales han hecho un llamamiento a los medios de comunicación para que no utilicen el acrónimo ISIS (en inglés: Islamic State of Iraq and Syria) para referirse a los yihadistas que operan en Siria e Irak. Piden que se les llame "Dáesh" ("al-Dawla al-Islamiya al-Iraq al-Sham") porque esta palabra, al tener connotaciones especialmente ofensivas para los arabeparlantes, irrita a los yihadistas no tanto por su significado. En lengua árabe, el sonido de esta palabra es parecido a "algo que aplastar o pisotear", una acepción que usan sus enemigos y ofende a los terroristas. El grupo terrorista, incluso, ha amenazado con eliminar a cualquier occidental que lo utilice. Francia, el Reino Unido, la Unión Europea y Rusia lideran esta batalla lingüística.
El término ISIS aparece en la opinión pública en junio de 2014, y pronto pasa a ser denominado con el acrónimo “Dáesh” por sus enemigos de Siria, un término peyorativo asociado fonéticamente a las nociones de daño y discordia. La prensa árabe comenzó a llamarle así porque ni es un Estado con fronteras reconocidas internacionalmente ni es considerado “islámico” por otros Estados musulmanes al no representar los valores del islam.
El ministro de Exteriores francés, L. Fabius, hizo una llamada a la Asamblea Nacional e indirectamente a la prensa de su país en el mismo sentido en septiembre de 2014, y fue imitado por el Secretario de Estado norteamericano John Kerry poco después. En efecto, llamarlo “Estado” e “islámico” es un halago inmerecido. El islamólogo M. Guidère aconseja llamarlo simplemente “organización Al-Baghdadi”, por el nombre de su “califa”. La Agencia France-Presse nunca lo denomina así, sino “organización Estado Islámico”, o “grupo Estado Islámico”. Los medios españoles prefieren hablar de “el autodenominado Estado islámico”. Por consiguiente, la palabra Dáesh no es una sigla equivalente a ISIS, ni tampoco es su traducción al árabe, ni los yihadistas la emplean, por supuesto, para firmar sus comunicados. Tiene la ventaja de omitir el adjetivo “islámico” para evitar asociaciones insoportables y sirve para exasperar a los terroristas de Dáesh que amenazaron en su día con cortar la lengua a todos aquellos que lo usaran.

## Historia

### Milicia islamista:Ŷamaʕat al-Tawhīd wal-Ŷihād(-2003)

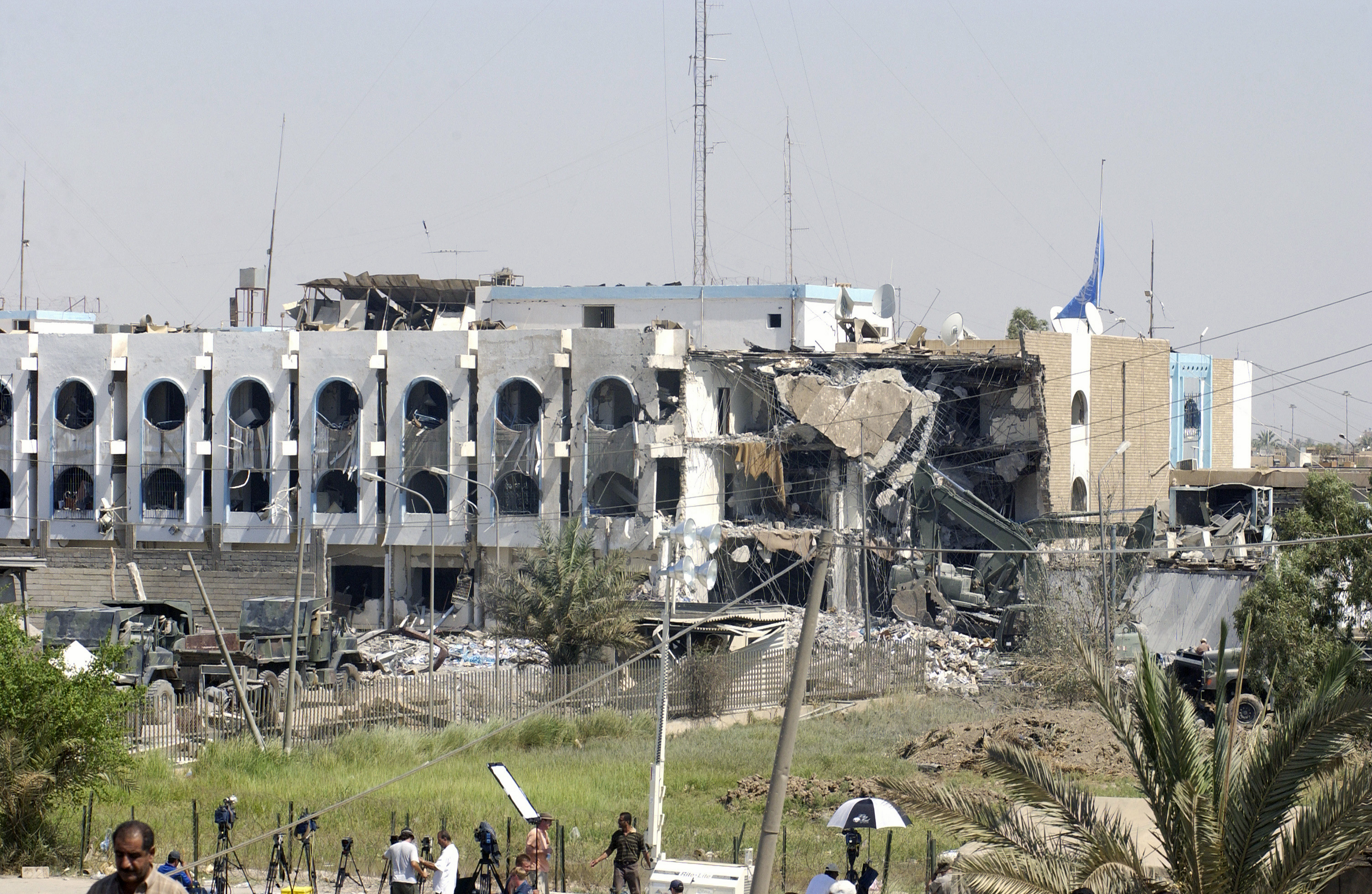
La sede de la ONU tras el atentado de al-Zarqawi el 19 de agosto de 2003 en el que 22 personas fueron asesinadas.

"Organización para el monoteísmo y la yihad" (Ŷamaʕat al-Tawhīd wal-Ŷihād), a veces abreviado por sus siglas en inglés como «JTJ» o simplemente "Tawhid y Yihad", nació gracias a Abu Musab al-Zarqawi y un conjunto de simpatizantes islamistas locales alrededor de 2002. Zarqawi fue un salafista jordano que había viajado a Afganistán para luchar en la guerra de Afganistán contra la invasión de la Unión Soviética, pero llegó después de la retirada soviética y pronto volvió a su país natal. Más tarde regresó a Afganistán, donde organizó un campamento de entrenamiento para milicianos islamistas cerca de Herat.
Originalmente, Zarqawi creó su red con el objetivo de derrocar al rey de Jordania, al que consideraba antiislámico según la sharía, y por ello coordinó a un gran número de contactos y afiliados en varios países. De hecho, se piensa que el grupo pudo estar involucrado en el intento de 1999 de bombardear las celebraciones del nuevo milenio en Jordania y EE. UU. También fue responsable del asesinato del diplomático estadounidense Laurence Foley en Jordania en 2002.
Después de la guerra de Afganistán, Zarqawi huyó a Irak, donde presuntamente recibió tratamiento médico en Bagdad por una pierna herida. Se cree que desarrolló estrechos lazos con Ansar al-Islam, un grupo de militantes kurdoislamistas en el noreste del país. Al parecer Ansar estaba vinculada al gobierno del presidente Sadam Huseín, que hubiera pretendido utilizar al grupo para derrotar a las fuerzas seculares del norte del país que luchaban por la independencia del Kurdistán. El consenso de los oficiales de inteligencia, sin embargo, concluyó que no había ninguna relación entre Zarqawi y Sadam Huseín y que, de hecho, el presidente de Irak veía a Ansar al-Islam como una amenaza que tenía que espiar. El Informe del Senado sobre la Inteligencia de Irak antes de la guerra concluyó en 2006 que Sadam Huseín incluso intentó, sin éxito, localizar y capturar a al-Zarqawi en su territorio y que el régimen no tenía ninguna relación con él.
Tras la Invasión de Irak de 2003, «JTJ» desarrolló una gran red de resistencia, incluyendo exmilitantes de Ansar al-Islam y un creciente número de combatientes extranjeros, para intentar rechazar a las fuerzas de los Estados Unidos y sus aliados en Irak. Muchos de los luchadores extranjeros de Irak, originalmente independientes del grupo, empezaron a depender de la red. En mayo de 2004 «JTJ» unió fuerzas con otro grupo islamista radical Salafiah al-Mujahidiah.

### Dependencia directa de Al-Qaeda:Tanzim Qaidat al-Jihad fi Bilad al-Rafidayn(2003-2006)

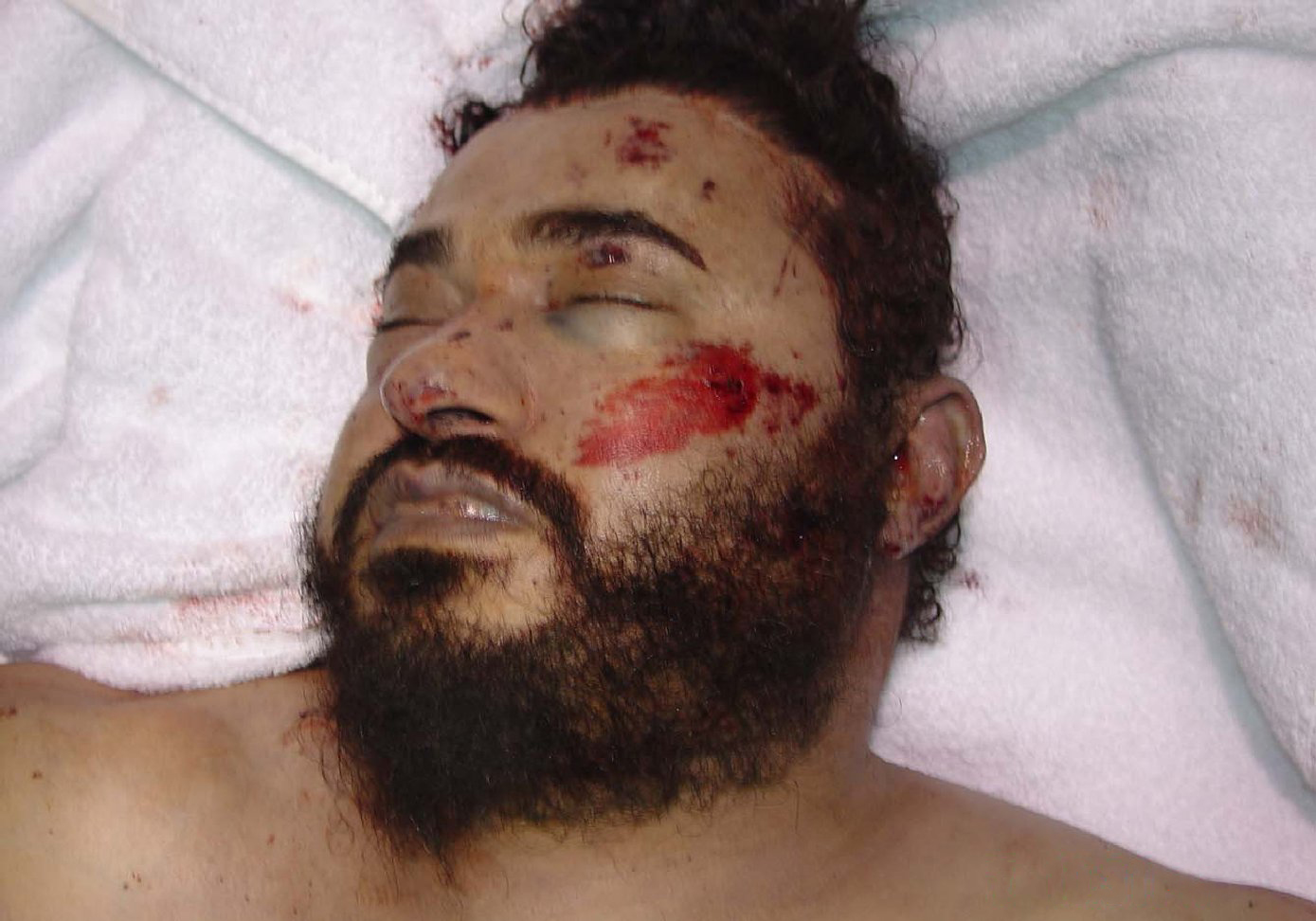
Tras la muerte de al Zarqaui a manos de EE. UU., Abu Ayyub al-Masri asumió el poder y declaró el Estado Islámico de Irak.

El 17 de octubre de 2004 el grupo se unió oficialmente a Al Qaeda, entonces bajo la tutela de Osama Bin Laden. En una carta de julio de 2005 a otro miembro de la organización, Ayman al-Zawahiri, Zarqaui presentó un plan para continuar la guerra de Irak y crear un califato, mediante la extensión de la guerra a los países vecinos y forzando la participación de Israel. Así pues, se realizaron ataques en otros países, como en Egipto, donde mataron a 88 personas en 2005 en el atentado de Sharm el-Sheij.
En enero de 2006, Al Qaeda creó el Consejo de la Shura de los Muyahidines, para intentar unificar a todos los insurgentes suníes de Irak. Sin embargo, sus tácticas violentas y su fundamentalismo extremo hicieron que el plan fracasara. A pesar de ello la organización creció y congregó a miles de combatientes, lo que le permitió llevar a cabo decenas de atentados terroristas contra las fuerzas de ocupación en Irak, llegando incluso a atacar al Parlamento.
Ante esta situación, Estados Unidos intentó eliminar y capturar a varios de sus miembros, incluyendo al propio Zarqaui, muerto el 7 de junio de 2006. El liderazgo del grupo fue asumido directamente por un líder de Al Qaeda, Abu Ayyub al-Masri, quien más tarde declararía el Estado Islámico de Irak, poniendo al cargo de este a Abu Abdullah al-Rashid al-Baghdadi.

### Dependencia indirecta de Al-Qaeda: Estado Islámico de Irak (2006-2013)

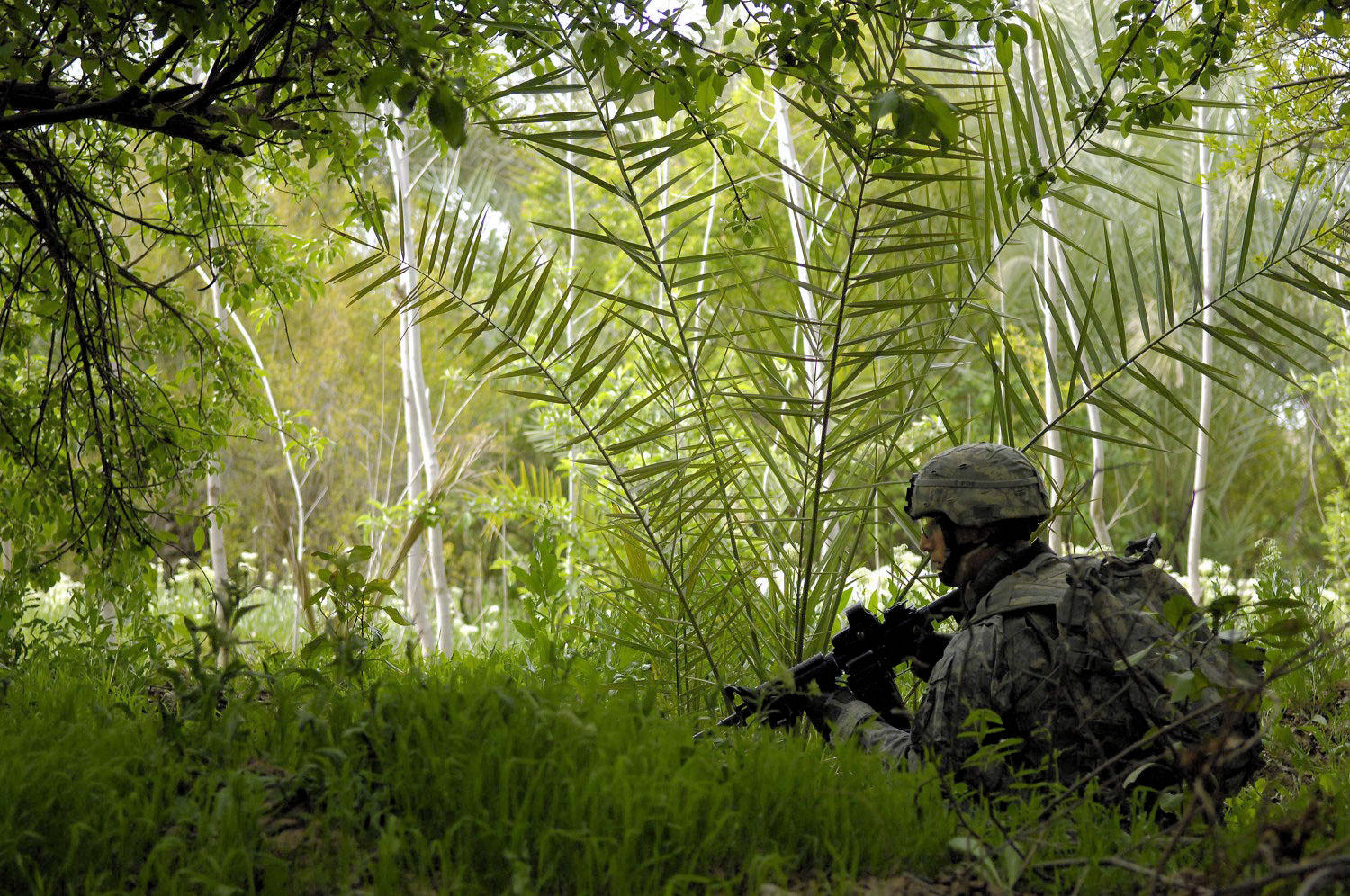
Un soldado estadounidense en Buhriz, durante la ofensiva contra EII en Diala.

El Estado Islámico de Irak de Abu Abdullah al-Rashid al-Baghdadi estaba bajo la tutela de Al-Masri, jefe de Al Qaeda en Irak, pero formalmente era independiente. De hecho, el 19 de abril de 2007, la organización anunció la creación un gobierno provisional. El propio Baghdadi, con un grupo de diez ministros, dirigió al autoproclamado emirato.
A finales de 2007, los violentos ataques llevados a cabo por los miembros del grupo contra civiles iraquíes, dañaron gravemente su imagen y supuso la pérdida de apoyo entre la población. Ante esta situación, muchos antiguos miembros suníes del grupo se unieron a las fuerzas de los Estados Unidos, lo que les dio la oportunidad de detener y matar a varios miembros de Al Qaeda.
En 2008, una serie de ofensivas de Irak y EE. UU. lograron expulsar al grupo de sus antiguos refugios en las gobernaciones de Diyala (batalla de Baquba) y Al Anbar y en Bagdad, forzando su retirada a Mosul. La lucha por el control de Nínive se lanzó en enero de 2008 como parte de la llamada Operación Fénix Fantasma, con el objetivo de eliminar la actividad del grupo alrededor de Mosul y terminar de expulsarlo del centro de Irak.
Al-Qaeda en Irak logró sobrevivir recaudando dinero a través de actividades como secuestros, robos de coches y asaltos a camiones cargados de petróleo. Además, desde 2007 empezó a demandar impuestos a los no musulmanes (yizia) y matando a miembros de las familias ricas que no pagaban. De acuerdo a las fuentes de inteligencia de EE. UU., el grupo había evolucionado a una especie de "banda criminal mafiosa". En 2010 un conjunto de fuerzas estadounidenses e iraquíes encontraron y asesinaron al jefe de Al Qaeda en Irak, Ayyub Al Masri, y al del Estado Islámico de Irak, al-Rashid al-Baghdadi.

### Guerra civil siria y ruptura con Al Qaeda: Estado Islámico de Irak y el Levante (2013-2014)
Bajo el liderazgo de Abu Bakr al-Baghdadi, cabecilla de la organización desde 2010, el grupo supo aprovechar la coyuntura de la guerra civil siria y expandirse por gran parte del territorio del país, declarándose finalmente en abril de 2013 como Estado Islámico de Irak y el Levante (en alusión al levante mediterráneo).
En su lucha por el control territorial en Siria, se enfrentó al ejército sirio, así como a los rebeldes: Ejército Libre de Siria y del Frente de los Revolucionarios, a los nacionalistas kurdos y a otras fuerzas islamistas como el Frente Islámico o el Frente Al-Nusra. Ante esta situación, Al Qaeda decidió desentenderse por completo de la red y declaró, en un comunicado, que no les daban órdenes ni les asesoraban.
En los territorios bajo su control instituyó la ley Sharia. Amnistía Internacional informó de «torturas y ejecuciones sumarias» que ocurrieron en «centros de detención secretos del ISIS». El Dáesh detuvo a sirios por crímenes como fumar cigarrillos, incurrir en el zina (sexo fuera del matrimonio) y por enfrentarse a la forma de gobernar del Dáesh o por pertenecer a un grupo armado rival. También detuvieron a docenas de periodistas extranjeros y trabajadores humanitarios. Para diciembre de 2013 el grupo controlaba los cuatro pueblos fronterizos de Atmeh, al-Bab, Azaz y Yarablus, permitiendo controlar la entrada y salida entre Siria y Turquía.
Paralelamente, en enero de 2014, durante unos enfrentamientos en Ambar (Irak), varios militantes del Dáesh tomaron el control de la ciudad de Faluya y partes de Ramadi. El 3 de enero de 2014, el Daesh proclamó un estado islámico en Faluya.
En junio de 2014, lanzaron una ofensiva en el norte de Irak junto con militantes suníes leales al antiguo gobierno de Irak, baazista secular de Sadam Huseín y tribus antigubernamentales del país, que son extremistas suníes radicales, de mucha experiencia militar por su participación en la invasión a Kuwait, la guerra contra Irán y enfrentamientos contra los kurdos. Los combatientes empezaron atacando Samarra el 5 de junio, y tomaron el control de Mosul la noche del 9 de junio y de Tikrit el 11 de junio. A finales de junio, Irak había perdido el control del norte del país y toda su frontera occidental con Jordania y Siria.

### Estado Islámico (2014-presente)
El 29 de junio de 2014, con motivo del comienzo del mes del Ramadán, el portavoz de Dáesh, Abu Mohamed al-Adnani', declaró que la intención del grupo de crear un califato que se extendiera por todo el mundo musulmán, al tiempo que nombraba a Abu Bakr al-Baghdadi su máxima autoridad, autoproclamado «Ibrahim, imán y califa de todos los musulmanes».
Con esta intención abierta, el grupo fue renombrado como Estado Islámico, prescindiendo de la mención a Irak y Siria, y en referencia a su voluntad de expansión: «la legalidad de todos los emiratos, grupos, Estados y organizaciones, se convierte en nula tras la expansión de la autoridad del califa y la llegada de sus tropas».
La proclamación del califato atrajo a yihadistas árabes y a magrebíes residentes en Europa, llegando a contar con entre 50 000 y 420 000 hombres en sus filas con el objetivo de conquistar Siria e Irak y convertirlos en la base de un Estado musulmán para luego expandirse al resto del mundo árabe. Los yihadistas califales, con una extensa publicidad en el ciberespacio, llegando incluso a ser tendencia en Twitter y propagándose por las redes sociales, lograron reclutar más mercenarios internacionales que antes.

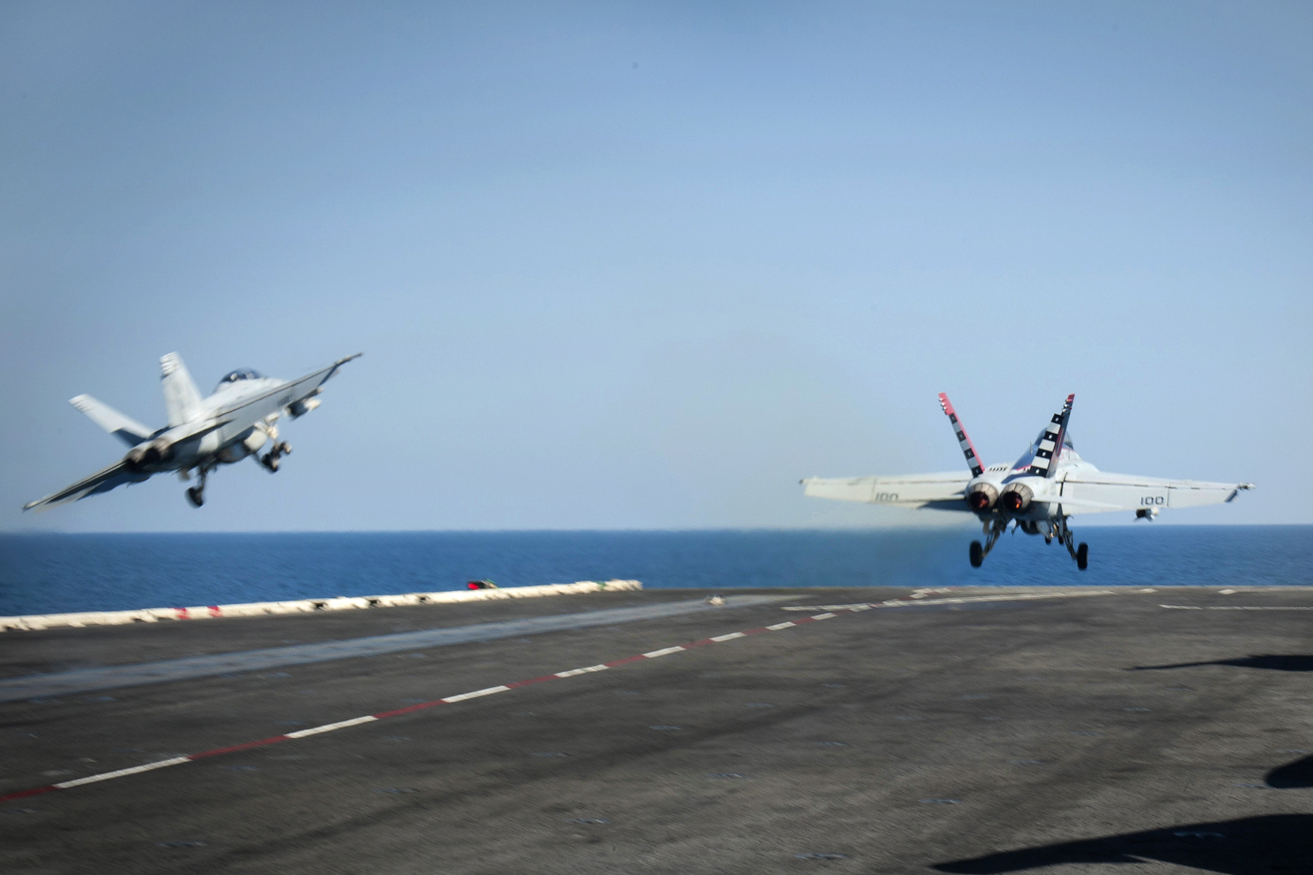
Dos aviones F/A-18F Super Hornet de Estados Unidos para combatir a los terroristas en octubre de 2014.

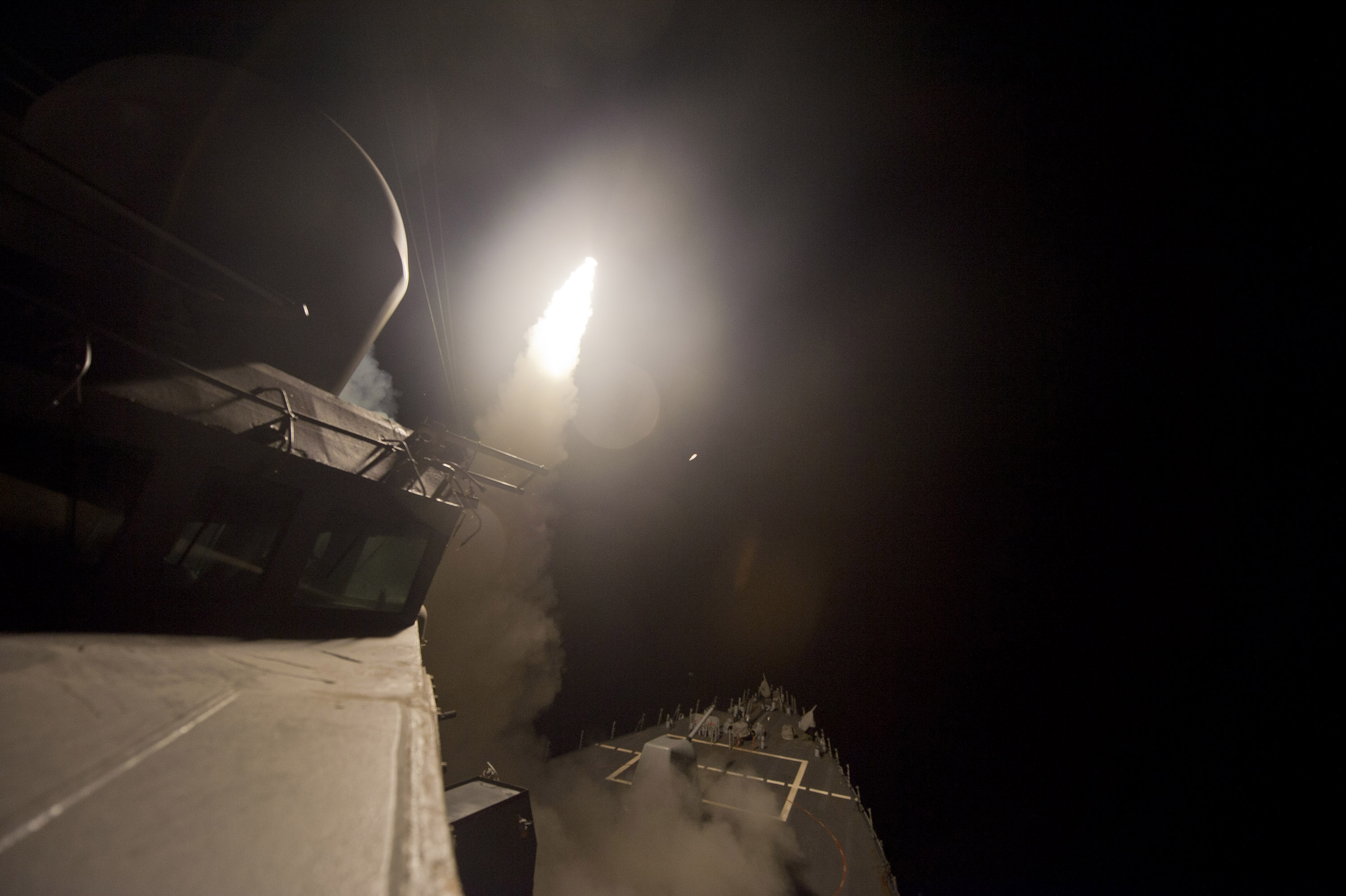
Ataque naval estadounidense sobre posiciones del EI el 14 de septiembre de 2014.

Zonas controladas por el Dáesh en noviembre de 2015.

Con miles de armas capturadas y recursos naturales en su dominio, el grupo controla gran parte del territorio norte de Siria y de la gobernación petrolera de Deir ezZor, cuya capital de provincia se encuentra dividida en una zona bajo su influencia y en otra en control del ejército sirio, sin que se hayan notificado combates.
El Dáesh en su momento de máxima expansión tuvo influencia en los sectores estratégicos de la geopolítica y el petróleo, poniendo en jaque el equilibrio en el Medio Oriente y compitiendo con Al Qaeda por la supremacía en los grupos yihadistas.
Por otro lado, el gobierno de Siria, en guerra total con sus opositores tras las iniciales protestas en Siria de 2011, tuvo incluso que pedir ayuda a los gobiernos que apoyan a estos opositores suyos para impedir la expansión del Dáesh, a la vez que los iraquíes continuaban con las secuelas de la invasión de 2003 que afrontaron. Con tal de frenar el imparable avance de los yihadistas, las potencias occidentales con otros países musulmanes acordaron unir sus fuerzas para combatir al enemigo empezando así la actual guerra contra el Dáesh.
El 19 de agosto, a través de un vídeo de YouTube un representante del Dáesh decapitó al fotoperiodista estadounidense James Foley en represalia a los ataques aéreos conducidos por Estados Unidos. A él se sumaron los estadounidenses Steve Stolloff y David Haines, así como el cooperante británico Alan Henning.
A principios de octubre, los islamistas tomaron la ciudad iraquí de Hit e iniciaron una ofensiva sobre la ciudad siria de Kobane. Uno de los mayores riesgos era que los yihadistas penetren a Europa del Este con Turquía como ruta.
Hacia diciembre de 2014, las tropas del Dáesh estaban compuestas por 30 mil combatientes, nativos de noventa países, con un 10% de ellos europeos, capaces de actuar en acciones individuales, como insurgentes e incluso como infantería ligera.
Desde entonces el Dáesh, ha mostrado muchos vídeos de ejecuciones de prisioneros con distintos métodos criminales. El periodista japonés Kenji Goto fue decapitado. El piloto jordano Muadh al Kasasbeh fue quemado vivo dentro de una jaula. Como represalia, Sajida al Rishawi (mujer) y Ziad al Karbouli, presos de Al-Qaeda capturados en Jordania, fueron colgados por el gobierno de este país. Todos estos vídeos son subidos y/o distribuidos a través de las redes sociales.
Desde marzo de 2015 Boko Haram (presente principalmente en el noreste de Nigeria) se integra en el Dáesh. Este grupo había creado previamente, en agosto de 2014, su propio califato sobre los territorios bajo su control en África.
En mayo de 2015, se realizó un atentado terrorista en una mezquita dentro del territorio de Arabia Saudita, el Dáesh se atribuyó estos atentados terroristas, con más de 20 personas muertas y casi un centenar de heridos. El atentado, el primero contra los chiitas de Arabia Saudita, justo en la celebración del nacimiento del imam Husein que es una de las figuras más reverenciadas por los fieles chiíes.
La organización que lideraba Abu Bakr al Baghdadi (muerto el 27 de octubre de 2019) identificó a Abu Amar al Najdi como autor del atentado en un comunicado, en el que anunció el establecimiento de una nueva provincia en su 'califato': Najd. El atentado se produjo en medio de una intervención militar de Arabia Saudita en Yemen contra los Huthi, que siguen una rama del islam asociada con el chiismo.
A partir de octubre de 2015 Rusia comenzó a bombardear las posiciones del Dáesh en Siria. Como respuesta, la filial del Dáesh derribó el vuelo 9268 de Kogalymavia, un avión comercial ruso que sobrevolaba la península del Sinaí el 31 de octubre, resultando muertas 224 personas.
El 17 de junio de 2016, el primer ministro iraquí Haider al-Abadi anunció la reconquista de Faluya, en manos del Dáesh desde enero de 2014. El 9 de julio de 2017, Haider al-Abadi, anunció desde Mosul, la liberación total de la ciudad tras nueve meses de duros combates, lo que representó una de las más duras derrotas del Dáesh. Dicha ciudad había sido capturada por el Daesh en junio de 2014.
Días después tras los atentados de Cataluña de 2017, el Dáesh publicó un vídeo donde alababan a los autores de los atentados, y además amenazaban a España con que seguirían cometiendo atentados si no cesaban la lucha contra Siria e Irak. El vídeo fue publicado en idioma español y amenazaron con recuperar Al-Ándalus como califato y devolver a los cristianos la sangre que derramaron durante la Inquisición española. El autor del vídeo ha sido identificado como Abu Lais Al Qurtubí (el Cordobés en español) o Abu Laiz al Qurtubi, llamado realmente Muhammad Yasin Ahram Pérez. El otro autor, que aparece encapuchado, fue identificado como Abu Salman Al Ándalus o Abu Salman al Andalusí.
El vídeo fue producido en Wilayat Jair, Deir Ezzor (Irak), y según el periodista saharaui Bachir Mohamed Lahsen, los terroristas publican amenazas pero su uso es solamente propagandístico, por lo que no puede suponer un problema.
El 2 de septiembre de 2017 Dáesh planeó nuevos atentados contra Europa mostrando unas imágenes con las Torres Kio y la Reeperbahn. También planeaban envenenar comida en los centros comerciales, ya que los Mozos de Escuadra encontraron, entre otras cosas, jeringuillas en Alcanar.

## Bandera

Bandera del Dáesh

La bandera representa un símbolo sagrado para el Dáesh. El poder de la bandera viene del hecho de que la palabra dios está en ella. La palabra en sí misma es vista como sagrada por los musulmanes y, por lo tanto, se convierte en un sacrilegio el profanar la bandera. La bandera es de fondo negro con letras blancas, en la parte superior en letras árabes se lee la frase, "no hay más deidad que Dios". En la parte inferior inscrito en un círculo se encuentran las palabras "Mahoma es el mensajero de Dios".

## Intento de justificación histórica del Dáesh
Para Abu Abdullah al-Masri, uno de los grandes líderes de Al Qaeda en Irak, el martirio de los musulmanes comienza en 1924, una fecha clave para la historia del mundo islámico ya que representa la disolución del Imperio otomano y el reparto del Máshrek por parte de las potencias europeas y el “sionismo global”, en palabras de Al-Masri. Bajo dichas justificaciones simbólicas, el nuevo proyecto del Estado califal se presenta como una obligación para devolver la gloria al islam y dar refugio a los musulmanes que así lo requieran. Por lo tanto, la voluntad de los dirigentes del nuevo dawla, Estado, islámico es juntar a la comunidad, trascender las diferencias etnorreligiosas y unificar a todos los creyentes bajo una sola bandera, una palabra y un califa. Uno de los objetivos principales que se menciona a menudo en el texto es la intención de recuperar las fronteras físicas anteriores a los acuerdos de Sykes Picot. Según Al-Masri, los suníes son víctimas de una profunda injusticia histórica. A raíz de la división territorial impulsada por las potencias coloniales europeas y organizada en mandatos, se les ha privado de sus derechos al mismo tiempo que los Nusayris se hicieron reyes del mar, los shia se convierten en reyes del petróleo y de las rutas comerciales de Irak, los kurdos yazidíes son los nuevos jefes de la montaña y los drusos se convierten en los maestros en las montañas que supervisan Israel. Por lo tanto, para Al-Masri, es menester que los suníes recuperen sus recursos naturales, tierras agrícolas, montañas y ríos y restablecer la justicia puesto que el acuerdo de Sykes Picot fue establecido sobre un principio discriminatorio que les privó históricamente de dichos recursos.

## Estructura del Dáesh
Si nos remitimos al concepto original de Estado, el Dáesh reúne todos los elementos que constituyen la idea de un Estado moderno: territorio, población y soberanía, a pesar de que la configuración territorial del Dáesh se presente de modo abstracto y fluctuante en el tiempo. Además, si entendemos por Estado una organización política constituida por una serie de instituciones burocráticas, el Dáesh ha gozado de una consolidada estructura administrativa dividida en 6 grandes esferas responsables de la actividad pública”. Asimismo, se establecieron 16 departamentos centralizados incluidos uno de salud general, recursos naturales e incluso un departamento encargado de supervisar el petróleo. A continuación, se citan algunos ejemplos de administración y sus principales responsabilidades según documentación propagandística del Daesh.”
1) Administración de los campos:
El campo preparatorio es el primer hogar y escuela del mudjahid donde recibe entrenamiento militar y formación islámica para asimilar las cuestiones relacionadas con la vida, la yihad y la religión.
2) Administración de proyectos:
Paralelamente con la preparación militar, en los campos de entrenamiento se pone en marcha un comité para administrar la creación de proyectos y la inversión en el territorio. De hecho, el texto afirma que aquel que invierta en las tierras del Dáesh será protegido por la organización yihadista, interesada en consolidar y aumentar las áreas de producción, distribución y exportación.
3) Administración de la educación:
La educación es la base sobre la cual propagar las ideas sobre la yihad. En dicho apartado se exalta la necesidad de pregonizar una educación basada en los preceptos religiosos. Asimismo, privilegia el uso diario de la lengua árabe dentro de sus territorios.
4) Administración de las relaciones exteriores: 
Las relaciones exteriores son el fundamento para construir un estado y demostrar su estabilidad y fortaleza. Se destaca la supremacía de la sharia para tratar los asuntos de índole transnacional y se recuerda que el liderazgo político no puede adoptar decisiones si contraviene los principios de la ley islámica. 
Samir Abd Muhammad al-Khlifawi, más conocido por su seudónimo Haji Bakr, fue un antiguo coronel de los servicios de inteligencia de Sadam Huseín asesinado por la brigada de mártires de Siria en 2014. Este antiguo militar oficial del régimen baazista se presenta como uno de los líderes yihadistas más reconocidos del Dáesh que luchó con la intención de “aniquilar las fuerzas armadas de la oposición siria e imponer su Estado Islámico en Siria e Irak.” Der Spiegel  publicó en 2015 unos documentos elaborados por el exmilitar iraquí que muestran la estructura administrativa del Dáesh, incluyendo áreas como las finanzas, escuelas, los medios de comunicación y el transporte. No obstante, el departamento que aparece constantemente en los documentos oficiales y en sus listas de responsabilidades es el departamento de seguridad y vigilancia.

## Legitimidad y toma de decisiones
El Dáesh carecía de mecanismos para garantizar la estabilidad del poder debido a la coyuntura bélica que se traducía en una fragilidad política sistemática.  Según el sociólogo alemán Max Weber, una característica fundamental que permite definir un Estado es que dispone del monopolio de la violencia legítima. Así pues, si la cuestión de la legitimidad es discutible, el Dáesh si que poseía un estructurado aparato de represión apoyado en un sistema de espionaje permanente que amenazaba con represalias como el asesinato o el secuestro. Asimismo, paralelamente a las estructuras oficiales de poder, se articulaba una estructura de comando, compuesta por unidades de élite que se encargaban de otorgar arbitrariamente la capacidad de gobernar, destituir a los emires indeseables e incluso hacerlos desaparecer bajo mandato del Estado”. Por otra parte, la autoridad encargada de la toma de decisiones a nivel jurídico no es, como de costumbre, el consejo de la shura, sino que la responsabilidad de asumir tales funciones recae sobre una institución conocida como “ahl al-hall wa-l-aqd" Esta última se puede traducir por “gente con poder y decisión" y tuvo gran influencia durante el califato Rashidun, considerada como la Edad de Oro del islam, época histórica exaltada sistemáticamente por las organizaciones afines a la ideología yihadista. Asimismo, dicha institución disponía del poder de elaborar y dictaminar la Hisbah, un principio islámico que designa el ordenamiento del bien y la prohibición del mal.

## Objetivos
Desde al menos 2004, una meta importante del grupo ha sido la fundación de un estado islámico wahabita, de origen sunita. Específicamente, el grupo ha tratado de establecerse como un califato, un estado islámico liderado por un grupo de autoridades religiosas bajo un líder supremo, el califa, quien cree ser el sucesor del Profeta Mahoma.
En junio de 2014, el Dáesh publicó un documento en el que pretendía rastrear el linaje de su ya muerto líder al-Baghdadi al profeta Mahoma, y a proclamar un nuevo califato.
El 29 de junio de 2014, el grupo nombra a al-Baghdadi como su Califa. Como califa, Al-Baghdadi exigía la lealtad de todos los musulmanes devotos en todo el mundo, de acuerdo con la ideología del panislamismo y según la jurisprudencia islámica (fiqh).
El Dáesh ha detallado sus metas en su revista Dabiq, diciendo que seguirá apoderándose de territorios, hasta llegar a conquistar todo el planeta, formando así finalmente el Califato mundial; «bendita bandera (del Estado Islámico)... cubre todas las extensiones de la Tierra desde el este al oeste, llenando el mundo con la justicia y la verdad del Islam, poniendo fin a la falsedad y la tiranía de jahiliyyah [estado de ignorancia], sin importar que el estadounidense y su coalición se opongan».
Según el periodista alemán Jürgen Todenhöfer, que pasó diez días con el Dáesh en Mosul, relata haber oído constantemente que el Dáesh quiere «conquistar el mundo» y todos aquellos que no creen en la interpretación del grupo del Corán serán asesinados. Todenhöfer asegura haber quedado muy sorprendido por la creencia de los combatientes del Dáesh en que «todas las religiones que estén de acuerdo con el concepto de la democracia deben morir», además por su "increíble entusiasmo" — en matar cientos de millones de personas.

## Combatientes extranjeros
Se estimó que la cifra de combatientes extranjeros dentro de Dáesh en 2014 era de entre 16 000 y 17 000 hombres y algunas mujeres de unos 90 países, según un estimado de una fuente occidental independiente. Dentro de ellos se encontraban 1432 voluntarios franceses, que en 2015 aumentaron un 82 % respecto del año anterior.
Existieron muchos bosnios musulmanes y chechenos curtidos en combates contra Rusia (Estado Islámico de Irak y el Levante rama del Cáucaso), así como fanáticos religiosos sin experiencia de combate, que querían extender su lucha a Europa, se cuentan unos 3300 europeos occidentales y alrededor de 100 estadounidenses, según el Centro Internacional para el Estudio de la Radicalización (CIER), un grupo de estudios del King's College de Londres. Se cree que entre el 10 % y el 15 % han muerto en combate. Cientos más han sobrevivido y regresado a sus países, y sus gobiernos se preocupan lo que puedan hacer allí. También se tiene datos de combatientes provenientes de países del extremo asiático con una considerable población musulmana, tal como Indonesia y Pakistán aproximadamente 300.
El Dáesh atacó París, el 13 de noviembre de 2015, con un saldo de 131 muertos, en su mayoría franceses. El presidente Hollande declaró el 14 de noviembre que los ataques fueron organizados desde el extranjero.
El presidente de Francia, François Hollande, declaró estar en guerra contra el terrorismo por los atentados ocurridos en París. Por su parte, Estados Unidos y Rusia se unieron desde el G2 para atacar el terrorismo y así acabar con el Dáesh.
En 2016, el Dáesh atacó Bélgica, haciendo explotar bombas en el Aeropuerto de Bruselas y una estación de metro, cerca del edificio del comando de la OTAN, dejando un saldo de 32 muertos.

## Financiación
Existen acusaciones de que el Dáesh, al comienzo, se financiaba con dinero proveniente de Arabia Saudita, Catar, Kuwait y los Emiratos Árabes Unidos. La organización se habría apoderado de enormes cantidades de dinero en efectivo y lingotes de oro de algunos bancos, explotarían petróleo (que traficaría a Turquía) de pozos bajo su control, y cobraría grandes sumas mediante la extorsión a los habitantes de las zonas que controla. Críticos, entre ellos Donald Trump, apuntan que la política exterior de la administración Obama contribuyó asimismo a la creación del Dáesh.
Según la BBC, en 2014 producían dos millones de barriles de petróleo diarios -un millón de dólares al día- provenientes de pozos en Mosul que estaban en poder del Dáesh. A eso se le debe agregar el robo de reservas monetarias de bancos provinciales, contrabando de coches y armas, secuestros y controles en carreteras.
En 2015 este grupo terrorista ya podía autofinanciarse con el petróleo, la gestión de bienes raíces, la extorsión de tributos a los habitantes, los pagos de rescate a los secuestrados, las cuotas por el transporte público, las cuotas de protección a las minorías como los cristianos, el contrabando de antigüedades, cuotas a las transacciones comerciales de la población en los territorios bajo su control y todo tipo de actividades criminales.
Además de este sistema de ingresos provenientes de los tributos inventados, de los secuestros extorsivos y el tráfico de inmigrantes, armas y petróleo, se ha llegado a comprobar tráfico de órganos humanos.
También obtienen grandes sumas de capital gracias al narcotráfico de hachís y sobre todo, heroína. Se estima que una parte importante de la heroína que circulaba por Europa, procedía del Dáesh. Según datos del Observatorio Europeo de las Drogas, el valor de toda la heroína que circula en el continente, es de aproximadamente 6800 millones de euros, lo que podría significar que obtenían unos beneficios de algo menos de 2000 millones de euros.

## Uso de armas químicas
El 15 de septiembre de 2014 se lanzó un ataque químico en la ciudad de Dhuluiya, envenenando a 11 elementos de las fuerzas de seguridad iraquíes. Sin embargo, el hecho no fue confirmado sino hasta el 24 de octubre.
El 22 de septiembre, los terroristas realizaron un ataque con gas cloro cerca de Faluya, matando a más de 300 soldados iraquíes. Sin embargo, aparentemente el Ministerio de Defensa de Irak habría desmentido el suceso, afirmando que los diarios locales eliminaron toda referencia al ataque en sus sitios de internet.
El 25 de diciembre de 2014, el Dáesh bombardeó el distrito de Baghdadi, al oeste de la provincia de Anbar, utilizando proyectiles impregnados con cloro. Según Press TV, el ataque habría tenido lugar en Hit. Un ataque aéreo acabó el 4 de marzo de 2016 con la vida de Amru Al Absi, quien fue elegido en 2014 líder del Dáesh en la provincia de Homs, en la región siria de Alepo, informó  la organización estadounidense de inteligencia SITE.

## Petición internacional para intervención terrestre
En mayo de 2015, en una carta enviada y publicada por el matutino británico Daily Mail, el general británico Richard Dannatt, (exjefe de Personal de las Fuerzas Armadas Británicas y que llegó a asesorar al Partido Conservador en cuestiones de defensa) además de los generales David Richards y Tim Cross recomendaron el envío de una brigada de infantería, en el caso de Dannatt de 5000 soldados británicos como parte de una coalición internacional, la supuesta escalada militar del año 2015 a partir de los ataques aéreos contra las bases de al-Qaeda se ha demostrado ser insuficiente; expresaron ellos. «Ha llegado el momento de abrir un debate público», destacó en la misiva dirigida (de Dannatt) a los dirigentes políticos, especialmente al ex primer ministro británico David Cameron y que reconoce la necesidad de forzar una resolución en el Consejo de Seguridad de la ONU y de negociar la posibilidad de un ‘santuario’ para el presidente Asad que despeje la posibilidad de intervenir directamente en Siria. Cross, quien consideró que «la falta de voluntad y de motivación es un problema fundamental en el Ejército iraquí». «No hay cohesión ni tienen un liderazgo fuerte: no creo que nadie pueda dudarlo a estas alturas», sostuvo.
El 14 de junio, el ex presidente de los Estados Unidos George W. Bush pidió una intervención militar en Irak y Siria.
Según una encuesta conjunta de The Wall Street Journal y NBC News, publicada el 24 de junio de 2015, el 60 % de los estadounidenses afirmaron apoyar el envío de tropas a Irak para luchar contra el Dáesh.

## Integrantes
Líderes
- Abu Musab al Zarqaui (muerto en 2006)
- Abu Ayyub al-Masri (muerto en 2010)
- Abu Abdullah al-Rashid al-Baghdadi (muerto en 2010)
- Abu Bakr al-Baghdadi (muerto en 2019)
- Abu Ibrahim al Hashemi al Qurash (muerto en 2022)
- Abu al-Hasan al-Hashimi al-Qurashi (muerto en 2023)
- Abu Hafs al-Hashimi al-Qurashi (desde 2023)

Otro personal
- Abu Anas al-Shami (muerto en 2004)
- Abu Azzam (muerto en 2005)
- Abu Omar al-Kurdi (capturado en 2005)
- Abdul Hadi al-Iraqi (capturado en 2006)
- Abu Yaqub al-Masri (muerto en 2007)
- Haitham al-Badri (muerto en 2007)
- Hamid Juma Faris Jouri al-Saeedi (capturado en 2006)
- Khaled al-Mashhadani (capturado en 2007)
- Mahir al-Zubaydi (muerto en 2008)
- Mohamed Moumou (muerto en 2008)
- Sheik Abd-Al-Rahman (muerto en 2006)
- Huthaifa al-Batawi (muerto en 2011)

## Enemigos del Dáesh
Al final del año 2015, un par de semanas después de los atentados de París, el grupo publicó un video de propaganda en el cual señalaban 60 naciones de diversas regiones del planeta como miembros de la "Coalición Internacional Contra el Dáesh", misma a la que consideraron su enemiga.
Las naciones, identificadas en el video gracias a sus banderas, son principalmente europeas y de Oriente Medio, 37 de ellas del primer grupo y 12 del segundo; sin embargo también se encuentran naciones del norte de África, el este de Asia, Norteamérica y Oceanía.